# Mercedes de la Garza Camino
Mercedes de la Garza Camino (12 de febrero de 1939) es una escritora, historiadora, investigadora y académica mexicana que se ha especializado en el estudio de la cultura maya y de la cultura nahua.

## Estudios y docencia
Cursó la licenciatura en Letras Españolas de 1957 a 1962 en la Facultad de Filosofía y Letras de la Universidad Nacional Autónoma de México (UNAM). Cinco años más tarde, cursó la licenciatura en Historia en la misma facultad. En su propia alma mater, realizó una maestría en Historia de México de 1971 a 1973 y un doctorado en Historia de 1977 a 1979. Ha realizado diplomados y cursos de posgrado en la Universidad Complutense, El Escorial, la Universidad de Toulouse, la Pennsylvania State University, la Universidad Rey Juan Carlos y en la UNAM, en donde fue alumna de Miguel León-Portilla.
Impartió clases de lengua española e historia de culturas antiguas en escuelas privadas de 1963 a 1975. Desde 1973 ha impartido clases sobre cultura maya y cultura nahua en la Facultad de Filosofía y Letras de la UNAM, en la Facultad de Estudios Superiores Acatlán, en el Antiguo Colegio de San Ildefonso, así como cursos y diplomados en la Casa de la Cultura de Campeche, el Museo Nacional de Antropología de la Ciudad de México, la Universidad Iberoamericana, la Casa América de Madrid, y El Escorial entre otros. Ha dirigido más de veinticinco tesis de licenciatura, maestría y doctorado en la UNAM, siendo sinodal en más de cuarenta exámenes profesionales. Fue creadora de la maestría y doctorado en Estudios Mesoamericanos.

## Investigadora y académica
Es miembro del Sistema Nacional de Investigadores desde 1984, alcanzando el nivel III en 1990 y el reconocimiento de Investigadora Emérita en 1999. Es miembro de la Sociedad Mexicana de Antropología de México, de la Asociación de Historiadores Latinoamericanos y del Caribe, de la Sociedad Mexicana de Historia y Filosofía de la Medicina, de la Sociedad Española de Estudios Mayas, de la Sociedad Mexicana de Historia de la Religiones, de la Sociedad Mexicana de Bibliófilos, de la Société Européenne de Culture y fue miembro fundador de la Sociedad Internacional pro Valores Humanos "Eric Fromm, Salvador Zubirán". Es miembro de número de la Academia Mexicana de Ciencias desde 1977 y miembro de número de la Academia Mexicana de la Historia, a la cual ingresó el 1 de marzo de 2005, ocupando el sillón 6.
De 1997 a 2000, fue directora del Museo Nacional de Antropología y ha sido curadora de las exposiciones Vida y muerte, arte funerario del Occidente de México en España (1998), I Maya, en Venecia (1998-1999) y Los Mayas en el Antiguo Colegio de San Ildefonso (1999). Es investigadora de tiempo completo del Centro de Estudios Mayas del Instituto de Investigaciones Filológicas de la UNAM y fue designada para ejercer el cargo de directora del Instituto del periodo de 2005 a 2009. Es miembro permanente del Comité Científico de las Mesas Redondas de Palenque y del Instituto Nacional de Antropología e Historia (INAH).

## Premios y reconocimientos
- Medalla Jean Racine, por la Alianza Francesa de México, en 1966.
- Diploma Los mejores estudiantes de México, por su licenciatura en Historia, en 1971.
- Medalla Gabino Barreda, por la Universidad Nacional Autónoma de México, en 1983.
- Premio Universidad Nacional (UNAM) de Docencia en Humanidades, en 1995.
- Investigadora Emérita del Sistema Nacional de Investigadores, en 1999.
- Doctorado honoris causa de la UNAM, 2017

## Publicaciones
Ha publicado once libros como autora única, ocho libros como coautora. Ha escrito más de ciento sesenta capítulos de libros, artículos y ponencias los cuales se han publicado en México, España, Francia, Holanda, Alemania, Inglaterra, Rusia, Estados Unidos y Venezuela. Ha editado treinta y un libros. 

### Libros
- El hombre en el pensamiento religioso náhuatl y maya, en 1972.
- La conciencia histórica de los antiguos mayas, en 1975.
- El hombre en el pensamiento religioso náhuatl y maya, en 1978.
- Literatura maya, en 1980.
- El universo sagrado de la serpiente entre los mayas, en 1984.
- Libro de Chilam Balam de Chumayel, prólogo, introducción y notas, en 1985.
- Sueño y alucinación en el mundo náhuatl y maya, en 1990.
- Relaciones histórico-geográficas de la Gobernación de Yucatán, coautora en 1992.
- Palenque, en 1992.
- Aves sagradas de los mayas, en 1995.
- Rostros de lo sagrado en el mundo maya, en 1998.

### Ediciones
- Estudios de cultura maya, diez volúmenes de 1976 a 1988.
- Homenaje a Alberto Ruz Lhuillier, coautora y editora en 1981.
- Memorias del Primer Coloquio Internacional de Mayistas, en 1987.
- Memorias del Segundo Coloquio Internacional de Mayistas, en 1989.
- Memorias del Primer Congreso Internacional de Mayistas, en 1992.
- Teoría e historia de las religiones, en 1998.

### Capítulos
- "Jaguar y nagual en el mundo maya" en Studia humanitatis, homenaje a Rubén Bonifaz Nuño, en 1998.
- "Time and World in Maya and Nahuatl Thought", en Cultural Relativism and Philosophy North and Latin American Perspectives en 1991.
- "Visión maya de la conquista", En torno al Nuevo Mundo, en 1992.
- "El juego de los dioses y el juego de los hombres. Simbolismo y carácter ritual del juego de pelota entre los mayas", en El juego de pelota en Mesoamérica, en 1992.
- "La religione. Le forze sacre dell'universo maya", en Culture e Religione Indigene in America Centrale e Meridionale, en 1997.
- "La palabra escrita de los mayas, guardiana de su propio ser", en Filología mexicana, en 2001.
- "Los animales en la mirada de Sahagún", en Bernardino de Sahagún, quinientos años de presencia, en 2002.
- "Sacred forces of the maya universe", en Native Religions and Cultures of Central and South America, Anthropology of the Sacred, en 2002.